# Валентайн, Джеймс (музыкант)
Джеймс Валентайн (англ. James Burgon Valentine; род. 5 октября 1978, Линкольн, штат Небраска, США) — американский гитарист поп-рок-группы Maroon 5.

## Карьера
В начале своей карьеры Джеймс играл в линкольнских группах Kid Quarkstar, Mondello, and Happy Dog. В 2000 группа Happy Dog сменила название на Square и он переехал в Лос-Анджелес, штат Калифорния. Там он и познакомился с Адамом Левином, Джесси Кармайклом, Микки Мэдденом и Райаном Дасиком. В 2001 году они создали группу Maroon 5.
Валентайн является другом Джона Майера, которого он встретил в 1996 году в Беркли в Бостоне, штат Массачусетс. Однажды Валентайн пытался уговорить Майера поехать в Линкольн, чтобы играть на гитаре для линкольнских блюз-рок банд Baby Jason и Spankers. Разогрев на летнем туре Майера 2003 года помог группе Maroon 5 обрести популярность.